# 黄水仙

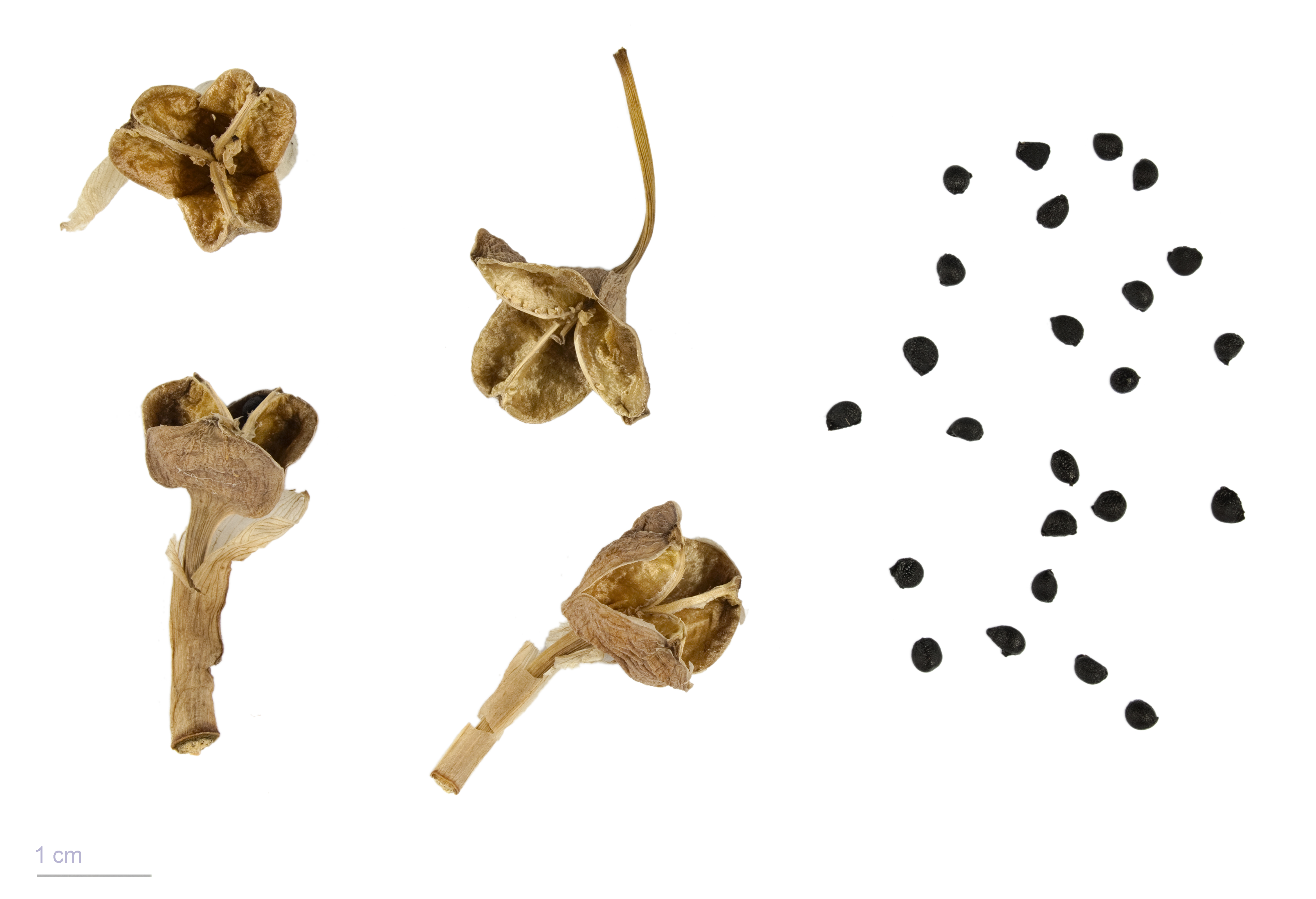
黄水仙

黄水仙（学名：Narcissus pseudonarcissus），又名洋水仙、喇叭水仙，是石蒜科水仙属的植物。分布在欧洲等地，目前已由人工引种栽培。多年生草本，鳞茎最大者长0.45米，宽0.1米，花瓣淡黄色，中心副冠是深黄色的喇叭形，边缘不规则褶皱，叶绿色，略带灰色，基生，宽线形，先端钝，顶生1花，花期3－4月。

## 分布
原产於欧洲西部，分布於西班牙、葡萄牙、德国、英格兰和威尔士等地。在欧洲的很多花园中都有生长，野外生长於森林、草地和岩石地面上。自19世纪起，英国的黄水仙大量减少，这是由於农业耕地增加、森林砍伐以及园艺用鳞茎的大量挖掘。

## 亚种
黄水仙有很多亚种，但是根据不同的学者观点亚种的数目不同，而其大量的栽培品种对亚种的分类造成了困难。在这些亚种中，喇叭水仙（N. p. ssp. obvallaris，有时被认作一个独立种）最初可能是源於栽培品种，但现在已野外生长於威尔士西南部。

## 象征
黄水仙是威尔士的国花，也是英国格洛斯特郡的郡花。

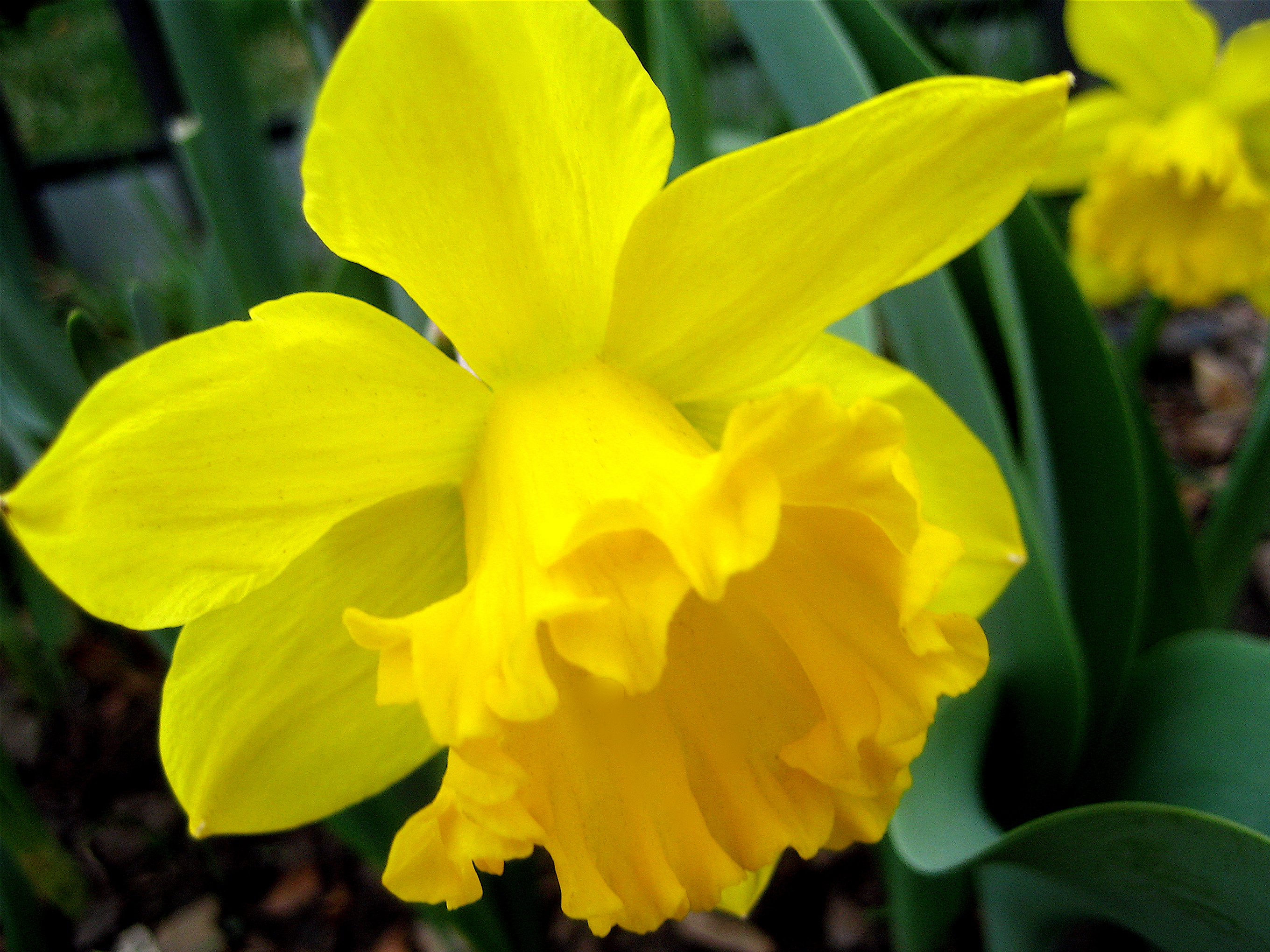
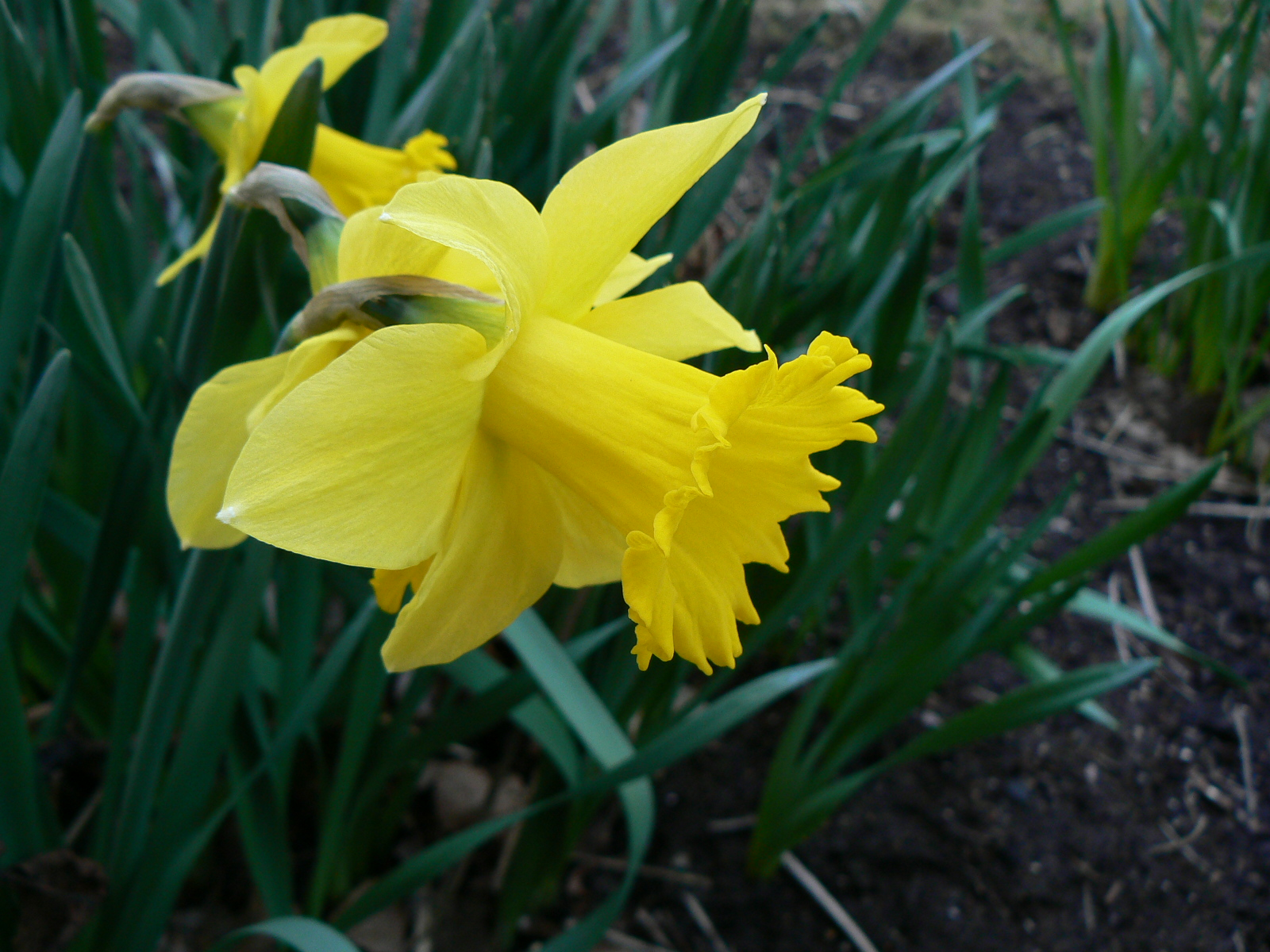
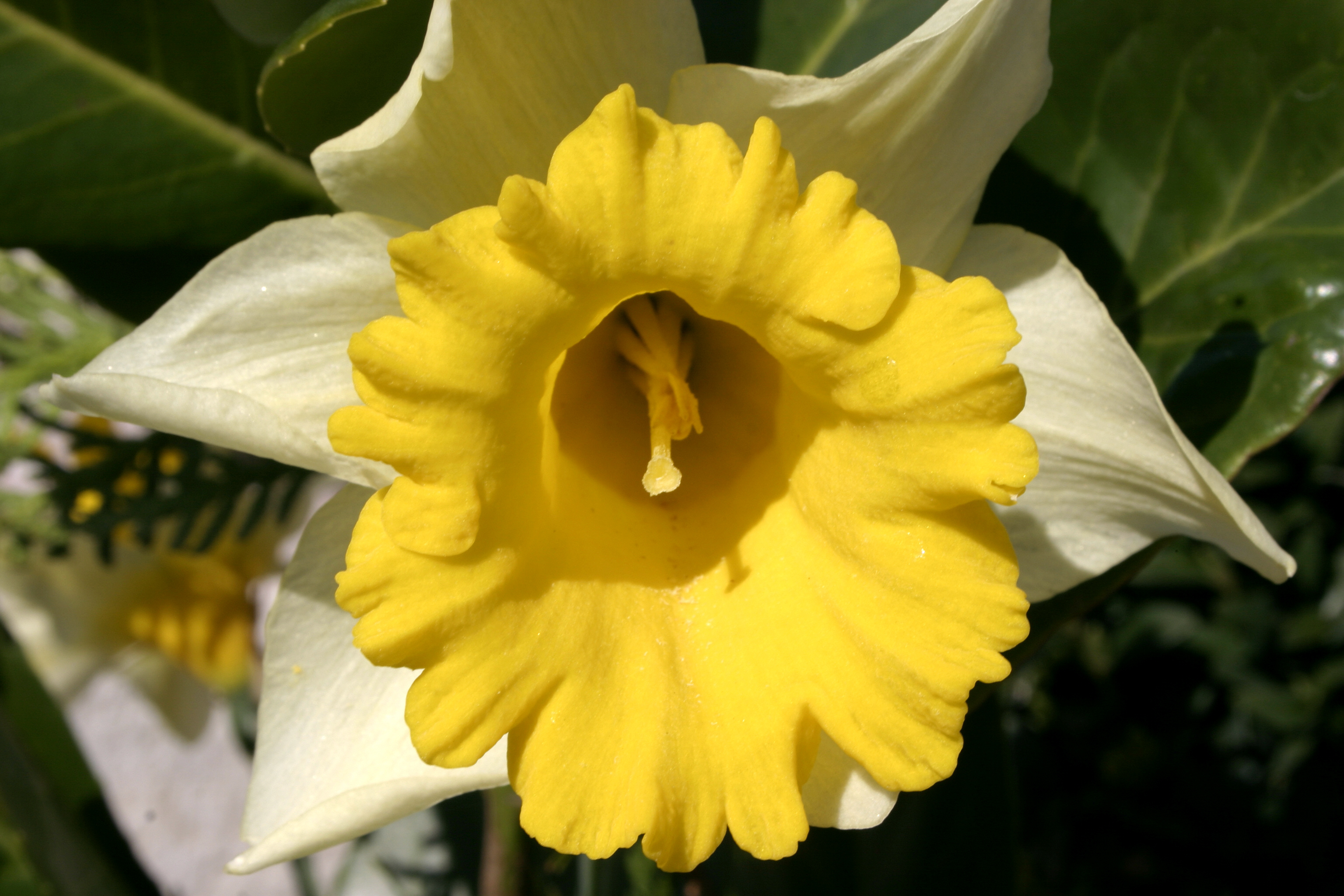